# 정인 (연출가)
정인(1955년 5월 20일 ~ 2007년 1월 23일)은 전라남도 함평군 출신의 대한민국의 연출자이다. 광주서중(71년)-광주일고(74년)-서울대학교 국어국문학과(78년)를 졸업하고 1982년 MBC 드라마본부 PD에 입사하였다. 2007년 53세 나이로 세상을 떠났다.

## 드라마

### 연출
- 1986년 : 한지붕 세가족
- 1990년 : 사람과 사람
- 1992년 : 태평천하
- 1994년 : 서울의 달
- 1995년 : 숙희
- 1996년 : 서울 하늘 아래
- 1997년 : 불꽃놀이
- 1998년 : 내일을 향해 쏴라
- 2000년 : 사랑은 아무나 하나
- 2001년 : 여우와 솜사탕
- 2002년 : 어사 박문수

### 기획
- 2003년 : 성녀와 마녀
- 2004년 : 단팥빵, 열정
- 2005년 : 김약국의 딸들, 자매 바다